# Belitsa
Belitsa là một thị trấn thuộc tỉnh Blagoevgrad, Bungaria. Dân số thời điểm năm 2011 là 3327 người.

## Dân số
Dân số trong giai đoạn 2004-2011 được ghi nhận như sau:
| Năm | 2004 | 2005 | 2006 | 2007 | 2008 | 2009 | 2010 | 2011 |
| --- | ---- | ---- | ---- | ---- | ---- | ---- | ---- | ---- |
| Dân số | 3204 | 3166 | 3149 | 3141 | 3134 | 3137 | 3091 | 3327 |
| From the year 1962 on: No double counting—residents of multiple communes (e.g. students and military personnel) are counted only once. |      |      |      |      |      |      |      |      |